# تكاملية (إسبانيا)
التكاملية فلسفة سياسية إسبانية تعود لأواخر القرن التاسع عشر وأوائل القرن العشرين. استمدت الفلسفة من التجمعات الكاثوليكية شديدة المحافظة مثل الكاثوليك الجدد أو الكارليين؛ مثلت التكاملية التشكيلة الأكثر يمينية في طيف السياسة الحكومية. رفضت رؤيتهم التسامح الديني واعتنقت دولة مبنية على خطوط كاثوليكية صارمة؛ إذ عارضوا الليبرالية والنظام البرلماني، ودعوا لنظام عرَضي عضوي. قادهم في البداية رامون نوسيدال روميا، ثم خلفه خوان أولازابال راميري، كانوا نشطين كهيكل سياسي يُعرف باسم الحزب الوطني الكاثوليكي، لكن الجماعة حافظت على تأثيرها بشكل رئيسي بفضل مجموعة من الصحف، برأسها صحيفة «القرن المستقبلي» المقرَّة في مدريد. رغم امتلاكها بعض الزخم عندما ظهرت رسميًا في أواخر 1880، إلا أنها سرعان ما انخفضت إلى قوة سياسية من الدرجة الثالثة وأخيرًا اندمجت داخل الكارلية في أوائل 1930.

## الأصول
كان دور الدين والكنيسة الكاثوليكية الرومانية نقطة جدل سياسي محتدم في إسبانيا منذ عصر نابليون، حيث تعاقبت موجات العلمانية والعودة إلى الدين تباعًا مع تعرض البلاد لفترة نصف قرن من عدم الاستقرار السياسي. خلال سنوات تدهور عهد إيزابيل الثانية في 1860، سعت أنواع مختلفة من الليبرالية إلى تقييد موقع الكنيسة بشكل أكبر. واجهوا معارضة شديدة من قبل تيارين سياسيين، يُعتبر كلاهما سلفًا للتكاملية.
كان الكاثوليكيون الجدد حركة فكرية بدأت في بداية عهد حكم الملكة إيزابيل. حاول آباؤها المؤسسون، خوان دونوسو كورتيس وخايمي بالميس، توفير مساحة للكاثوليكية الأرثوذكسية ضمن إطار النظام الملكي الليبرالي. مع قادة مثل أنطونيو أباريسي، كانديدو نوسيدال، فرانسيسكو نافارو فيلوسلادا، جابينو تيخادو، ورامون فينادير، في ستينيات القرن التاسع عشر، حاول الكاثوليكيون الجدد إنقاذ حكم إيزابيل الثانية المتلاشي عن طريق بناء حزب كاثوليكي متشدد كبير. انهار مشروعهم خلال الثورة المجيدة في عام 1868؛ في أوائل السبعينيات من القرن نفسه، استنتجوا أنه لم يعد من الممكن مواجهة تأثير الليبرالية بواسطة النظام الدستوري، وأنه يجب الاستجابة بطريقة أكثر جذرية.
ظهرت الكارلية بوصفها تيارًا محافظًا متشددًا لليمين، معادٍ للحركة الليبرالية، ومتعصب للديانة الكاثوليكية، كمعارضة للنظام الملكي الإيزابيلي. بينما تبن الكارليون الدعوة النسبية لفرع آخر من عائلة بوربون، حاولوا مرارًا وتكرارًا الإطاحة بإيزابيل الثانية عن طريق التمرد العسكري. على عكس الكاثوليكيين الجدد، رفضوا منذ البداية قبول قواعد النظام الملكي الدستوري ودعموا فكرة نظام ملكي قديم. على الرغم من تركيز الفكر الكارلي بشكل كبير على الدين، إلا أنه لم يركز عليه حصريًا؛ حيث شملت دعوتهم أيضًا الدفاع عن المؤسسات الإقليمية التقليدية والمطالب النسبية للسلالة الملكية. بينما ظل الكاثوليكيون الجدد في المعظم مجموعة من المثقفين الحضريين، كانت الكارلية مدعومة بالمسيحية القروية الشعبية التي سيطرت على بعض مناطق إسبانيا.

## نشوء الكارلية 1870–1888
جمعت ثورة عام 1868، والحكم القصير لأماديو الأول، وظهور الجمهورية الإسبانية الأولى، وموجة جديدة من الليبرالية العلمانية المتشددة، الكاثوليكيين الجدد والكارليين معًا. بدءًا من عام 1870، بدأ الكاثوليكيون الجدد، بقيادة أنطونيو أباريسي جويخارو، في الانضمام إلى الهياكل السياسية الكارلية والتخلي عن مشروعهم السياسي المستقل. بعد هزيمة الشرعية في الحرب الكارلية الثالثة عام 1876، ونفي العديد من قادة الكارليين التقليديين أو إجبارهم على الانعزال، بدأ الكاثوليكيون الجدد السابقون، الذين لم ينخرطوا في العمليات العسكرية، تدريجيًا في الظهور كشخصيات رئيسية في الكارلية شبه القانونية.
بعد وفاة أباريسي، تولى قيادة الجماعة كانديدو نوسيدال، الذي كان منذ الحرب ممثلًا رئيسيًا للكارليين على الأراضي التي كانت تحت سيطرة الجمهورية. في عام 1875، أسس صحيفة «القرن المستقبلي» في مدريد، والتي تحولت بسرعة إلى منبر صحفي نضالي، مهيأ كصحيفة كاثوليكية يومية تميل نحو الكارلية بشكل شبه مستتر. ضمن الكارلية، مثّل نوسيدال الاتجاه المعروف باسم «التراجع» أو «الجمود»، حيث سعى إلى الامتناع عن المشاركة في الحياة السياسية الرسمية وحاول تعبئة الدعم على خطى كاثوليكية نقية، مثل الحج الضخم إلى روما في عام 1876. تغلبًا على الفئة المنافسة المعروفة باسم «الأبيرتوريستاس»، ترشح نوسيدال رسميًا في عام 1879 لتمثيل المطالب السياسية، وركز بقوة نشاطات الكارلية على القضايا الدينية. معارضو أنصار بيدال، التقليديون الذين - بتوجيه من مبدأ الوحدة الكاثوليكية - قبلوا مشروع الاستعادة في أوائل 1880، ساعدوا في تشكيل «نوسيداليستاس» كمتشددين دينيين؛ كان من المقرر أن ينعكس هذا في حجة أخرى، مخطط لها في عام 1882.
أثار المسار الذي اعتمدته نوسيدال وابنه رامون المعارضة داخل الكارلية؛ حيث أصبح العديد من كبار القادة قلقين ليس فقط بسبب الأسلوب القيادي الحاسم للنوسيدال، ولكن أيضًا لأن الحركة توقفت في ما رأوه تصلبًا غير فعال وتهميشًا واضحًا للخيوط الإيديولوجية الكارلية التقليدية الأخرى. سرعان ما تطور الصراع إلى جدال صحفي مرير، يُقاتل عادة على أسس دينية؛ حيث زعمت الصحف المؤيدة لكلا الفصيلين أنها كانت تمثل الإيمان الحقيقي ضد الانتهاك التعسفي لمنافسيهم. اتخذ الصراع منعطفًا جديدًا عند وفاة كانديدو نوسيدال في عام 1885 وعدم ترشيح رامون كخليفة له؛ تميزت السنوات القادمة حتى عام 1888 بالصراع الداخلي والتحلل وتزايد شلل الكارلية.

## انفصال 1888
في عام 1888، اندلعت المواجهات المعتادة بين الصحف الكارلية فجأة عندما دخلت سمعة المطالبين حيز المواجهة. نظرًا لرفض نوسيدال التنازل، في أغسطس، طرد كارلوس السابع من الكارلية. غادر نوسيدال وأتباعه لبناء تشكيلهم السياسي الخاص، الذي عرف قريبًا باسم التكاملية. رغم إشارة الرواية التقليدية إلى أن انفصال عام 1888 نتج بشكل رئيسي عن طموحات نوسيدال المتعاظمة أو في أحسن الحال من تصادم الشخصيات، إلا أن معظم المفكرين اليوم يتفقون على أن الصراع الأيديولوجي كان عنصرًا مهمًا، إن لم يكن العنصر الحيوي، في هذا الانفصال.
يضع معظم دارسي الموضوع الدين في صميم الصراع، على الرغم من أنه يمكن أيضًا النظر إليه من منظورات مختلفة. يقدم البعض الاحتكاك كمنافسة متنامية بين رؤيتين مختلفتين للكارلية، مشيرين إلى أنه في حين أن نوسيدال هدف بوضوح إلى تشكيل الحركة على خطى دينية وتقليل دور العائلة الملكية والأخوة والأخوية إلى أدوار ثانوية، كان كارلوس السابع ينوي الحفاظ على التوازن بين جميع مكونات الفكر الكارلي التقليدي. في النسخ الحزبية، زعم كل طرف أنه يمثل الكارلية التقليدية الحقيقية.
تسعى نظرية أخرى تسعى إلى التوضيح من خلال النظر إلى الحالة الإسبانية من منظور خارجي؛ بدلًا من التركيز على الطابع الإسباني الفريد للكارلية، تسلط الضوء على الأنماط العامة الأوروبية للتغيير. مع انتشار الألترامونتانية على حساب التجليات السياسية المتسامحة للكاثوليكية بعد المجمع الفاتيكاني الأول، ومع النهج الجديد الذي أصبح شائعًا في فرنسا المجاورة عن طريق لوي فيويو، فإن الانشقاق في عام 1888 لم يكن سوى تجلٍّ إسباني محلي لهذه الاتجاهات. بتحديد التكاملية الناشئة كتفرد ديني يسعى للهيمنة، تتمتع هذه النظرية بشعبية محدودة إلى حد ما.
يعرف نهج آخر الطرفين ليس كاتجاهات منافسة داخل الكارلية، بل كتجمعات سياسية منفصلة تمامًا تركت بين عامي 1870 و 1888 في تحالف مؤقت وهش. وفقًا لهذا التحليل، كانت المجموعة المركزة على الدين دائمًا متميزة تمامًا عن الكارلية. في النسخ الحزبية، تسللت الفئات التقليدية الرجعية إلى الكارلية الشعبية والمضادة للإشتراكية، والتي تمكنت من التخلص من المتسللين.